# Elassoma gilberti
Elassoma gilberti è un piccolo pesce d'acqua dolce, appartenente alla famiglia Elassomatidae.

## Distribuzione e habitat
Questa specie è diffusa in Nordamerica, nelle acque dolci della Florida e della Georgia.

## Descrizione
Presenta un corpo allungato, piuttosto compresso ai fianchi, con occhi grandi. Il profilo dorsale e quello ventrale sono convessi e simmetrici specularmente. Le pinne sono arrotondate: la pinna dorsale e quella anale hanno i primi 3 raggi duri. La livrea è interessante: i maschi in periodo riproduttivo sfoggiano un colore di fondo nero opaco con macchie e screziature blu elettrico con sfumature color verderame, le pinne sono blu elettrico orlate di nero e screziate di nero. Nelle femmine, nei giovani e nei maschi non in fregola il colore di fondo è grigio sporco tendente al beige semitrasparente, con screziature nere e blu elettrico.

Assai simile a Elassoma okefenokee, dal quale si distingue per il numero dei raggi della pinna anale (7) e per la presenza di 4 piccoli opercoli nell'area della testa e per differenze genetiche studiate di recente. Come tutte le specie della famiglia non possiede la linea laterale.

Raggiunge una lunghezza massima di 2,5 cm.

## Etologia
I maschi hanno carattere territoriale e sono occupati continuamente a pattugliare il loro territorio scacciando altri maschi e corteggiando le femmine mostrando il blu iridescente delle proprie pinne allargate.

## Riproduzione
L'area di deposizione è al centro del territorio del maschio, in una zona ricca di piante acquatiche. Non vi è una stagione di riproduzione, dopo pochi giorni dalla schiusa delle uova il maschio è pronto a riprodursi con le femmine presenti nel suo territorio.

## Alimentazione
Si nutrono di larve d'insetto, piccoli isopodi e vermi.

## Acquariofilia
Nonostante la recente scoperta, è un pesce molto apprezzato dagli acquariofili, ma di difficile diffusione in commercio.